# Glykogenkörper
Der Glykogenkörper (Corpus gelatinosum) ist eine Sonderbildung im Bereich des Rückenmarks bei Vögeln. Die gallertige, eiförmige Masse ist eine Ansammlung glykogenreicher Zellen um den Zentralkanal im Bereich der Lendenschwellung (Intumescentia lumbosacralis) des Rückenmarks. Sie reicht rückenwärts bis an die Rückenmarkshäute. Zudem enthält der Glykogenkörper saures Gliafaserprotein und ist vermutlich ein Abkömmling der Astroglia. Die Funktion des Glykogenkörpers ist unbekannt, er ist kein Speicherorgan für Glykogen. Studien zur Enzymausstattung lassen vermuten, dass das Glykogen über den oxidativen Pentosephosphatweg verwertet wird und der Glykogenkörper bei Vogelembryonen bei der Lipid- und Myelin-Synthese im Zentralnervensystem eine Rolle spielt.
Der Glykogenkörper ist ein natürliches Hindernis bei der Myelografie.